# 夜のダイヤモンド
夜のダイヤモンド  (チェコ語: Démanty noci) は、1964年に公開された チェコ映画。
ArnoštLustigの自伝的小説『DarknessHasNo Shadow』に大まかに基づいて、列車で強制収容所に向かう2人の少年について描かれた映画。 映画はヤン・ニエメツの初の長編デビュー作。

## 賞
- Grand Prize for Best Debut film at the 1964 International Filmfestival Mannheim-Heidelberg
- Best Editing of the Year 1965 in Films and Filming